# Abhimanyu Mishra
Abhimanyu Mishra (* 5. Februar 2009 in New Jersey) ist ein US-amerikanischer Schachspieler. Er erfüllte als jüngster Spieler am 30. Juni 2021 mit seiner dritten Norm für den Großmeistertitel die Kriterien zur Titelverleihung. Zu diesem Zeitpunkt war er zwölf Jahre, vier Monate und 25 Tage alt und löste damit Sergei Karjakin ab, der vor ihm seit 2002 den Rekord gehalten hatte.

## Schachkarriere
Abhimanyu Mishra wurde im Alter von sieben Jahren, sechs Monaten und 22 Tagen der jüngste Schachspieler der United States Chess Federation (USCF) im Status eines „Experten“ mit 2000 oder mehr USCF-Wertungspunkten. Den US-Rekord als jüngster nationaler Meister brach er im Alter von neun Jahren, zwei Monaten und 17 Tagen, als er eine USCF-Wertung von 2200 erhielt und damit den Rekord von Liran Zhou brach. Er hält außerdem den Weltrekord als jüngster Internationaler Meister der Geschichte, einen Titel, den er sich im November 2019 im Alter von zehn Jahren, neun Monaten und 20 Tagen sicherte und damit den Rekord von Rameshbabu Praggnanandhaa um 17 Tage übertraf. Der Weltschachverband FIDE verlieh ihm den Titel eines Internationalen Meisters im Februar 2020. Im März 2021 teilte sich Mishra mit GM Vladimir Belous mit einer Punktzahl von 5,5 aus 9 den ersten Platz beim Spring 2021 CCCSA GM/IM Norm Invitational und erreichte damit zum ersten Mal 2400 Elo-Punkte. Im April 2021 belegte Mishra mit Souhardo Basak beim Vezerkepzo Großmeister Turnier in Budapest, Ungarn, mit einer Punktzahl von 7 aus 9 und einer Turnier-Leistung von 2603 Elo, den ersten Platz und erhielt seine erste GM-Norm. Im Mai 2021 erreichte Mishra seine zweite GM-Norm beim First Saturday GM-Turnier in Budapest, Ungarn, mit einer Punktzahl von 8 aus 9 und einer Turnier-Leistung von 2739 Elo und dem ersten Platz im Turnier. Im Juni 2021 belegte Mishra beim Vezerkepzo Großmeister Mix-Turnier in Budapest mit einer Punktzahl von 7,0/9 und einer Turnier-Leistung von 2619 Elo den ersten Platz, nachdem er den indischen GM Leon Luke Mendonca in der neunten Runde besiegt hatte. Mishra erreichte damit seine dritte GM-Norm, war damit der jüngste Spieler, der die Kriterien für die Ernennung zum Großmeister in der Schachgeschichte erfüllte, und brach den Rekord von Sergei Karjakin. Mishra, der nach eigenen Angaben täglich mindestens zwölf Stunden an einer Verbesserung seines Spiels arbeitet, wird von den indischen Großmeistern Magesh Panchanathan und P. Harikrishna trainiert. Im Juli 2023 gewann er die Juniorenmeisterschaft der USA.